# Domenico Monti
Domenico Monti, conte (Fermo, 21 gennaio 1816 – Fermo, 12 agosto 1873), è stato un funzionario e politico italiano.

## Biografia
Discendente da una nobile famiglia originaria di Genova, attestata a Fermo fin dal 1570, è il figlio del conte Arnolfo che, grazie allo spostamento a Fermo di molte funzioni di governo durante l'era napoleonica, aveva incamerato notevoli risorse economiche, reinvestite in proprietà immobiliari e terriere. Aderisce fin da ragazzo al liberalismo  già sostenuto da suo padre, sorvegliato speciale della polizia pontificia, e tra il 1848 e il 1849 è colonnello della guardia civica prima e di quella nazionale dopo. Prende parte ai sommovimenti seguiti alla proclamazione della Repubblica romana esponendosi alla dura reazione dell'arcivescovo fermano, cardinale Filippo de Angelis. Perseguitato fin dal 1849 viene condannato tre anni dopo a nove anni di reclusione, rinchiuso dapprima ad Ancona, in seguito nel carcere di Santa Caterina a Fermo. 
Nonostante una decurtazione della pena di cinque anni il cardinale De Angelis riesce a ritardarne il rilascio e solo nel 1854 può far ritorno a casa per espiare ai domiciliari il resto della pena. Nuovamente arrestato nel 1859 viene condannato all'esilio ma con la caduta del regime pontificio nelle Marche può tornare e dar vita con altri liberali ad un governo provvisorio locale. Designato alla presidenza del gabinetto promuove diverse misure per colmare il vuoto di potere creatosi col collasso della classe politica pontificia. Assieme a numerosi provvedimenti di tutela dell'ordine pubblico (istituzione di una milizia) e di carattere finanziario si impegna in prima persona per il plebiscito del novembre 1860 per l'annessione della regione al Regno d'Italia. Nel 1861 è nominato senatore a vita ma non riuscendo ad ottenere significativi risultati per la sua terra natale dopo pochi anni abbandona la vita parlamentare ed in parte quella politica. Dopo alcuni anni trascorsi a Firenze torna nella sua Fermo, dove rimane fino alla morte.